# Дудник медвежий
Дудник медвежий (лат. Angelica ursina) — вид растений рода Дудник (Angelica) семейства Зонтичные (Apiaceae). Многолетний летнезелёный травянистый стержнекорневой моноподиально нарастающий монокарпик с полурозеточным прямостоячим побегом высотой до 3 метров.
В простонародии именуется медвежей дудкой.

## Распространение и местообитание
Родиной растения считают север Евразии.
Произрастает на Дальнем Востоке России (Камчатка, Сахалин), в Японии, Китае.

## Ботаническое описание
Растение высотой до 3,5 м. Монокарпик, с мощным, неветвистым стеблекорнем. Корень толстый, вертикальный. Мощные, одиночные стебли, 7–8 см в диаметре при основании, голые, тонкобороздчатые, коротко бархатисто опушённые под соцветием. Округлые черешки в диаметре 1,1–1,2 см, плотные, с адаксиальной стороны без выемки. Широкотреугольные листовые пластинки 20–60 см длиной, 20–40 см шириной.
В корнях многих видов содержатся кумарин и дубильные вещества. Некоторые виды используются как лекарственные растения, а также в кондитерской и ликёро-водочной промышленности.

## Значение и применение
Охотно поедается северным оленем (Rangifer tarandus).

## Таксономия
Angelica ursina (Rupr.) Maxim., Bull. Acad. Imp. Sci. Saint-Pétersbourg III, 22: 258. 1876.
Базионим Angelophyllum ursinum Rupr., Beitr. Pflanzenk. Russ. Reiches 11: 8. 1859.
Вид входит в род Дудник (Angelica) семейства Зонтичные (Apiaceae) порядка Зонтикоцветные (Apiales).